# Vetiver (groupe)
Pour les articles homonymes, voir Vétiver.
Vetiver est un groupe américain d'indie folk, originaire de San Francisco, en Californie. Dans les années 2010, ses membres sont Alissa Anderson au violoncelle, Otto Hauser à la batterie, Carmen Biggers au violon, les guitaristes Kevin Barker et Sanders Trippe et le bassiste Brent Dunn. Devendra Banhart, ex-membre du groupe, les accompagne régulièrement sur des chansons voire en concert.

## Histoire
Vetiver est formé en 2002. Leur premier album sort en 2004 sur le petit label d'indie folk DiCristina. Depuis, Vetiver fait beaucoup de scène, en faisant notamment les premières partie de Devendra Banhart et de Joanna Newsom. Depuis la sortie de l'album, Vetiver fait de nombreuses tournées, ouvrant pour et collaborant avec Devendra Banhart et Joanna Newsom. Vetiver sort un autre album, To Find Me Gone, sur DiCristina en 2006.
Le groupe partage l'affiche avec Vashti Bunyan lors de sa tournée américaine début 2007. Au fil des ans, le groupe tourne avec des artistes tels que Fleet Foxes, The Shins, Fruit Bats et Wilco.
La musique de Cabic est également utilisée dans de nombreuses publicités télévisées, y compris une chanson originale pour Birds Eye. Le groupe compose aussi la bande-son du documentaire The Family Jams et du film Smashed.

## Discographie

### Albums studio
- 2004 : Vetiver (DiCristina)
- 2006 : To Find Me Gone (DiCristina, FatCat)
- 2008 : Things of the Past (Gnomonsong)
- 2009 : Tight Knit  (Sub Pop, Bella Union)
- 2011 : The Errant Charm (Sub Pop, Bella Union)
- 2015 : Complete Strangers (Easy Sound)
- 2019 : Up on High (Loose Music, Mama Bird Recording Co.)

### EP
- 2005 : Between (DiCristin)
- 2008 : You May Be Blue (Gnomonsong)
- 2008 : More of the Past (Gnomonsong)
- 2019 : In Real Life, live at Spacebomb Studios (avec Fruit Bats) (Spacebomb Records)